# Isabelle Solie
Isabelle Solie is een personage uit de VTM-televisieserie Familie. Het personage werd gespeeld door Marilou Mermans.

## Overzicht
Isabelle leren we kennen als de dochter van de bejaarde Albertine Solie, die samen met haar gehandicapte zoon op het appartement boven Rob en Rita woont. Wanneer er een heftig geschil ontstaat rond geluidsoverlast, treedt ze op als bemiddelaar. Op die manier raakt Isabelle bevriend met Rita.
Isabelle begint een relatie met Gustaaf Janssens. De twee zijn dolgelukkig, maar dan slaat het noodlot toe: Gustaaf sterft. Isabelle is ontroostbaar en krijgt een tijdje later een tweede klap te verwerken: haar hartsvriendin Rita krijgt opnieuw met een drankverslaving te kampen. Samen met Rob probeert ze Rita tegen te houden, maar die neemt hun dat niet in dank af en wil uiteindelijk zelfs niets meer met hen te maken hebben.
Uiteindelijk starten Rob en Isabelle een relatie, maar deze loopt stuk. Nadien lijkt ze toe te groeien naar Gaston Veugelen, totdat ze haar jeugdliefde André Verhelst tegen het lijf loopt en de twee samen een nieuw leven willen gaan beginnen in Zuid-Frankrijk. Alweer mag het niet baten, want Dré sterft aan een hartkwaal. Na alle tegenslagen besluit Isabelle bij haar voormalige schoondochter Heidi Janssens en dier echtgenoot René d'Hollander in Cyprus te gaan wonen.